# Neivamyrmex texanus
Neivamyrmex texanus (лат.) — вид кочевых муравьёв рода Neivamyrmex из подсемейства Ecitoninae (Formicidae).

## Распространение
Северная Америка: США, Мексика.

## Описание
Длина рабочих от 2,5 до 5,1 мм. Длина самок более 1 см. Описаны в 1972 году американским мирмекологом Дж. Уоткинсом (Julien. F. Watkins, II, Бэйлорский университет, Уэйко, Техас). Отличаются от близких видов (Neivamyrmex nigrescens) коротким и высоким петиолем, формой проподеума, грубой пунктировкой головы и груди. Рабочие одноцветные коричневые, самки красновато-коричневые, самцы почти полностью чёрные и относительно мелкие  (11—13 мм). Усики рабочих 12-члениковые. Нижнечелюстные щупики 2-члениковые, нижнегубные щупики состоят из 2—3 сегментов. Мандибулы треугольные. Глаза отсутствуют или редуцированы до нескольких фасеток. Оцеллии и усиковые бороздки отсутствуют. Коготки лапок простые без дополнительных зубцов на вогнутой поверхности. Проподеум округлый, без зубцов. Дыхальца заднегруди расположены в верхнебоковой её части или около средней линии проподеума. Голени средних и задних ног с одной гребенчатой шпорой. Стебелёк между грудкой и брюшком у рабочих состоит из двух члеников. Жало развито.
Ведут кочевой образ жизни. Постоянных гнёзд не имеют, кроме временных бивуаков.
Самцы из-за своих отличий были первоначально описаны в составе других видов: Eciton schmitti (в статье Wheeler and Long, 1901:161), и как Neivamyrmex nigrescens (в статье Borgmeier, 1955:496).

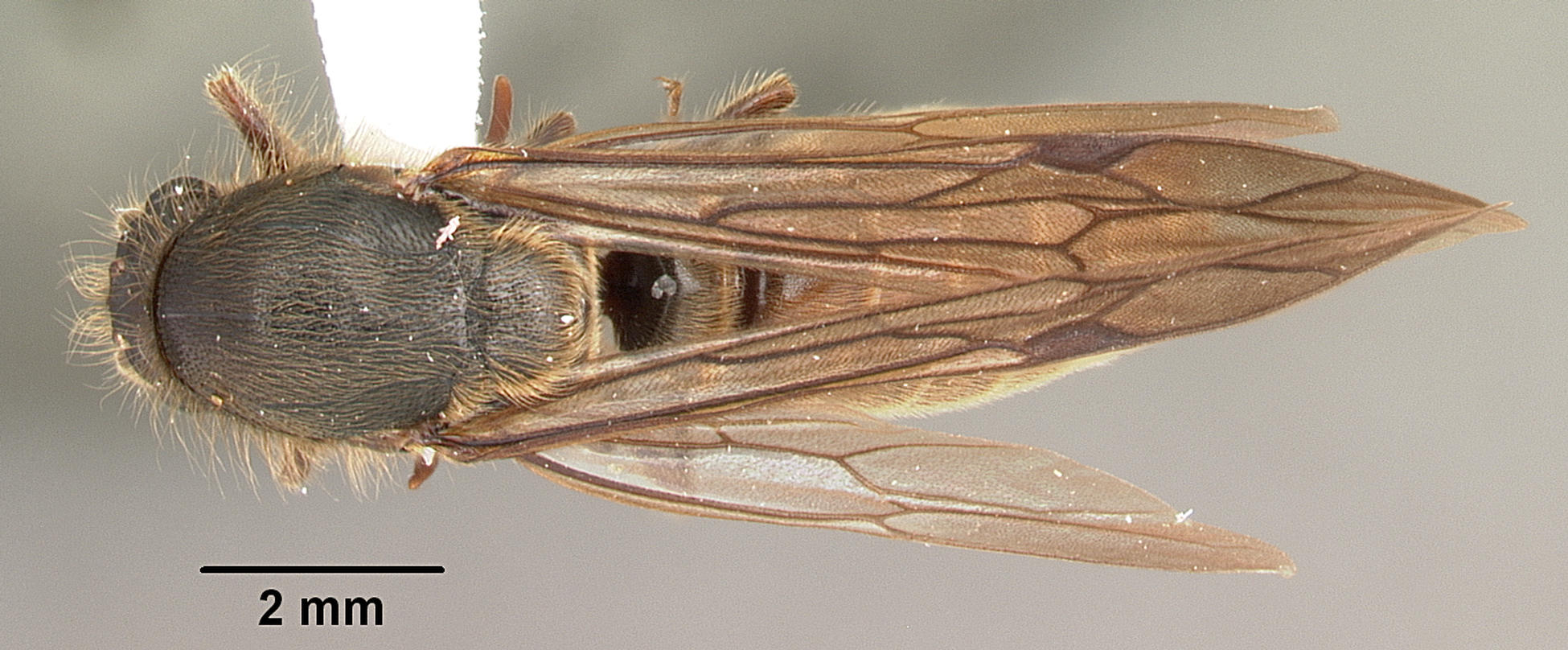
Самец сверху
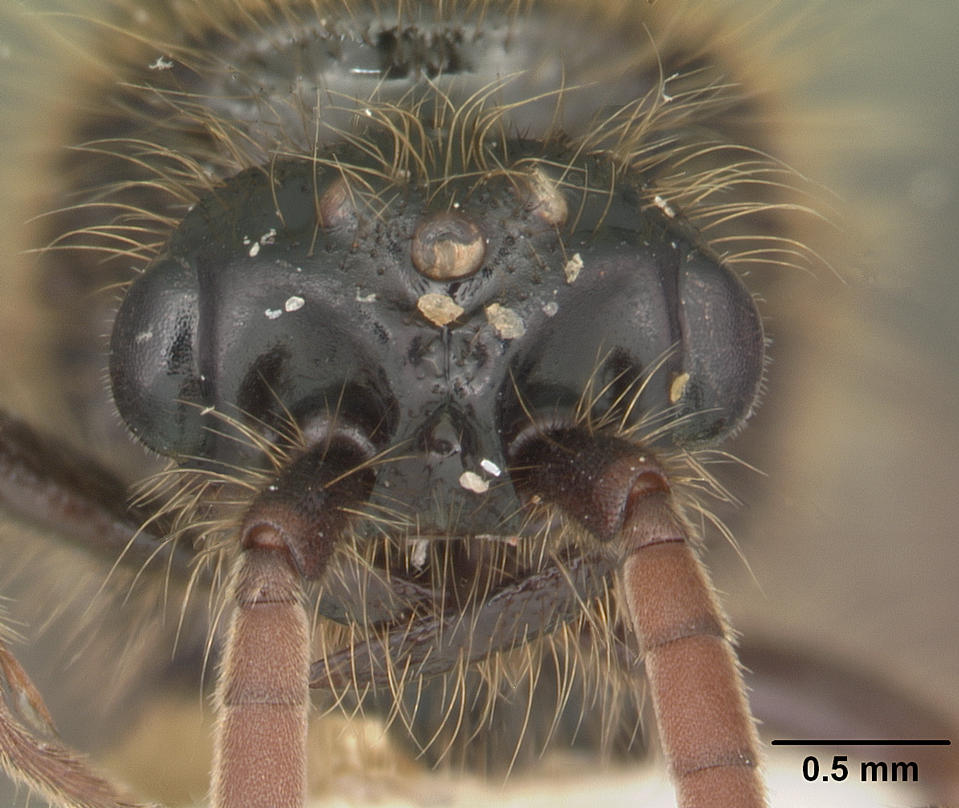
Голова самца
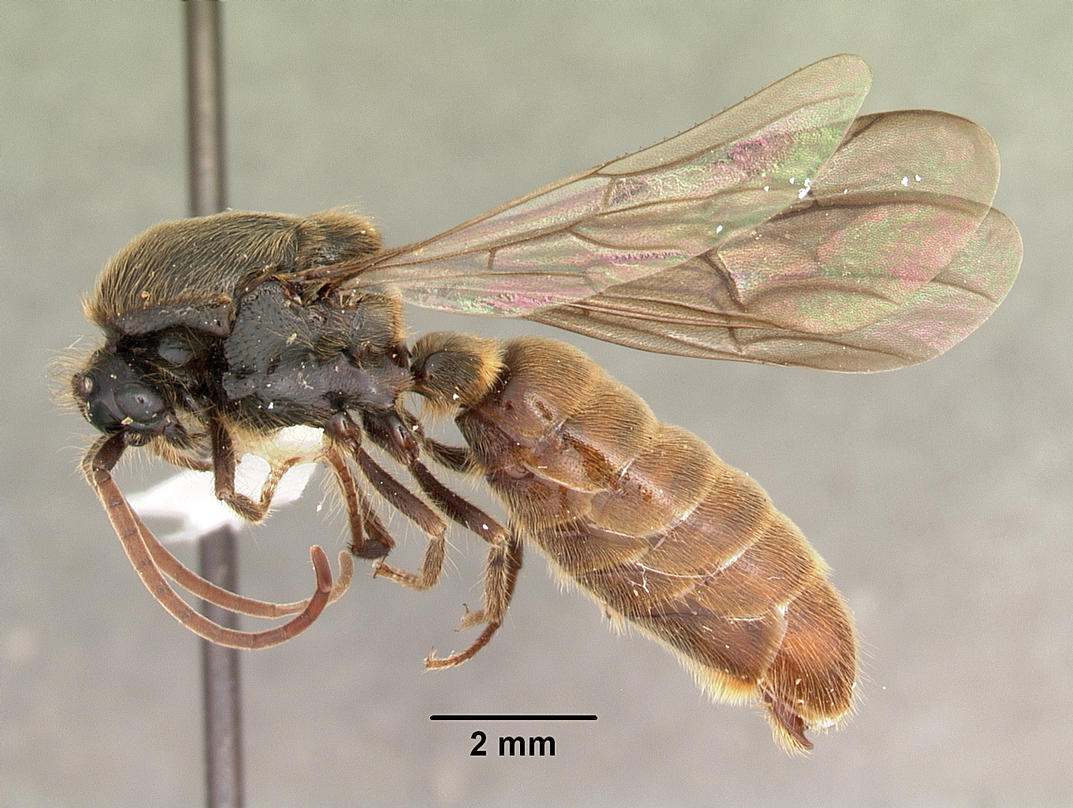
Самец сбоку
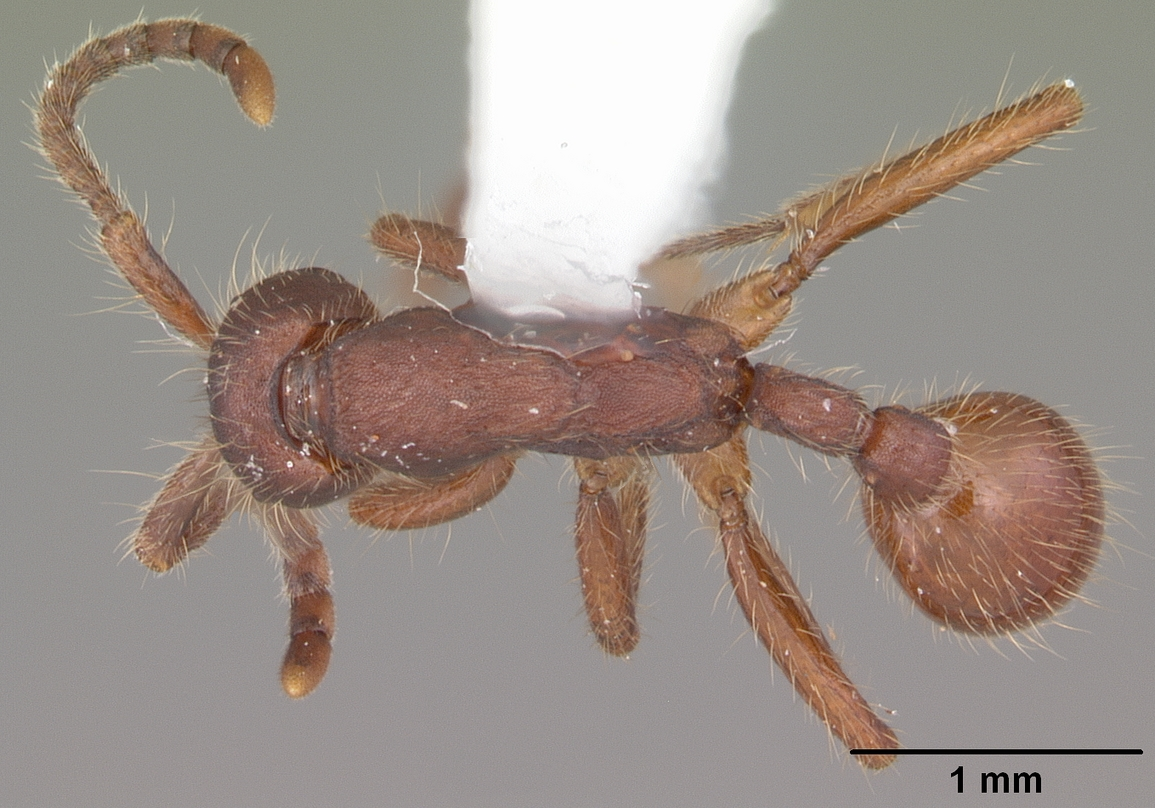
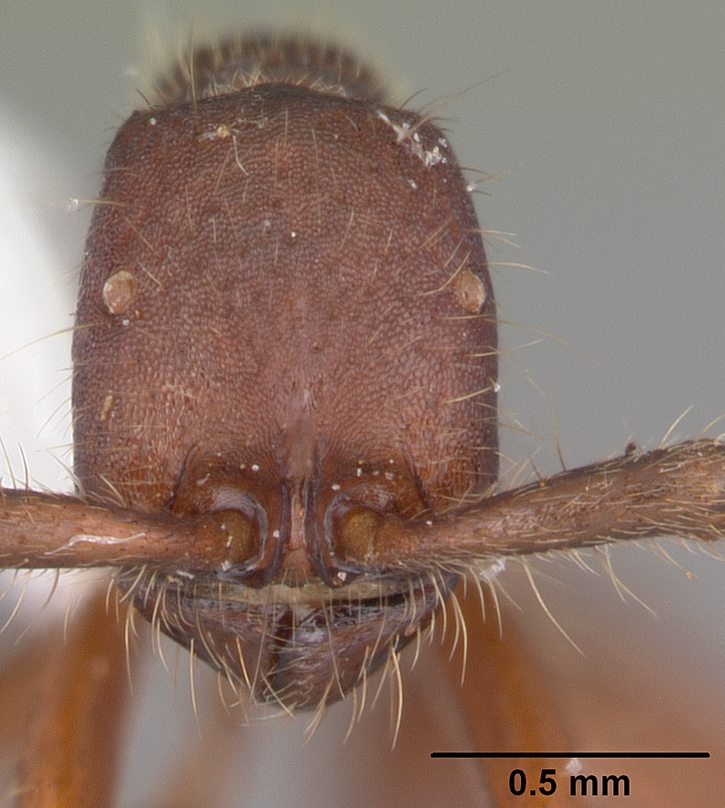